# Cratere Dickens
Dickens è un cratere d'impatto presente sulla superficie di Mercurio, a 73,4° di latitudine sud e 155,63° di longitudine ovest. Il suo diametro è pari a 77,31 km.
Il cratere è dedicato al romanziere britannico Charles Dickens.